# Tephrosia hookeriana
Tephrosia hookeriana är en ärtväxtart som beskrevs av Robert Wight och George Arnott Walker Arnott. Tephrosia hookeriana ingår i släktet Tephrosia och familjen ärtväxter. Inga underarter finns listade i Catalogue of Life.